# Aleksandr Mienszykow (1787–1869)
Aleksandr Siergiejewicz Mienszykow (ros. Александр Сергеевич Меншиков, ur. 26 sierpnia 1787 w Dreźnie, zm. 1 maja 1869) – rosyjski książę, admirał i dyplomata.

## Życiorys
Był synem senatora, księcia Siergieja, i prawnukiem Aleksandra. Od 1809 służył w carskiej armii, w 1811 brał udział w wojnie z Turcją, w której był ranny, w 1815 został jednym ze współpracowników i doradców cara Aleksandra I, do 1824 towarzyszył mu we wszystkich jego podróżach zagranicznych, od 1816 jako dyrektor kancelarii naczelnika sztabu głównego. W 1827 został naczelnikiem głównego sztabu morskiego, uczestniczył w wojnie z Turcją (brał udział w zdobywaniu twierdz Anapa i Warna, podczas walk został ciężko ranny), jednocześnie 1828-1837 był generałem-gubernatorem Finlandii, w 1833 otrzymał stopień admirała. W 1853 stał na czele carskiego poselstwa do Stambułu, następnie 1853-1855 był głównodowodzącym rosyjskich wojsk w wojnie krymskiej, 20 września 1854 poniósł klęskę w bitwie nad Almą, 25 października 1854 pod Bałakławą, a 5 listopada 1854 pod Inkermanem, za co 15 lutego 1855 został zdymisjonowany. Od grudnia 1855 do kwietnia 1856 był generałem-gubernatorem Kronsztadu.

## Odznaczenia
- Order Świętego Andrzeja Apostoła Pierwszego Powołania (1839)
- Order Świętego Aleksandra Newskiego (1829)
- Order Świętego Jerzego III klasy
- Order Świętego Włodzimierza I klasy (1833)
- Order Świętej Anny I klasy
- Order Świętego Włodzimierza IV klasy
- Order Świętego Stanisława I klasy (1818)[1].